# Bakhsh
Un bakhsh (en persa: بخش, baxš) és un tipus de divisió administrativa utilitzada a l'Iran. De vegades es tradueix com comtat administratiu però és més aviat un districte, similar a un township dels Estats Units o un district en el cas d'Anglaterra.
Normalment hi ha unes poques ciutats (en persa: شهر, šahr) i dehdars (municipalitats o aglomeracions rurals) (en persa: دهستان, dehestān) en cada bakhsh. Els dehdars són un conjunt de molts pobles i de les terres que els envolten. Una de les ciutats del bakhsh és nomemada capital.